# Plaumannion fritzi
Plaumannion fritzi är en stekelart som beskrevs av Lubomir Masner och Johnson 2007. Plaumannion fritzi ingår i släktet Plaumannion och familjen Scelionidae. Inga underarter finns listade i Catalogue of Life.